# 广西牡荆
广西牡荆（学名：Vitex kwangsiensis）为马鞭草科牡荆属下的一个种。

## 扩展阅读
- 維基物種上的相關：广西牡荆